# 바르토메우 마리 리바스

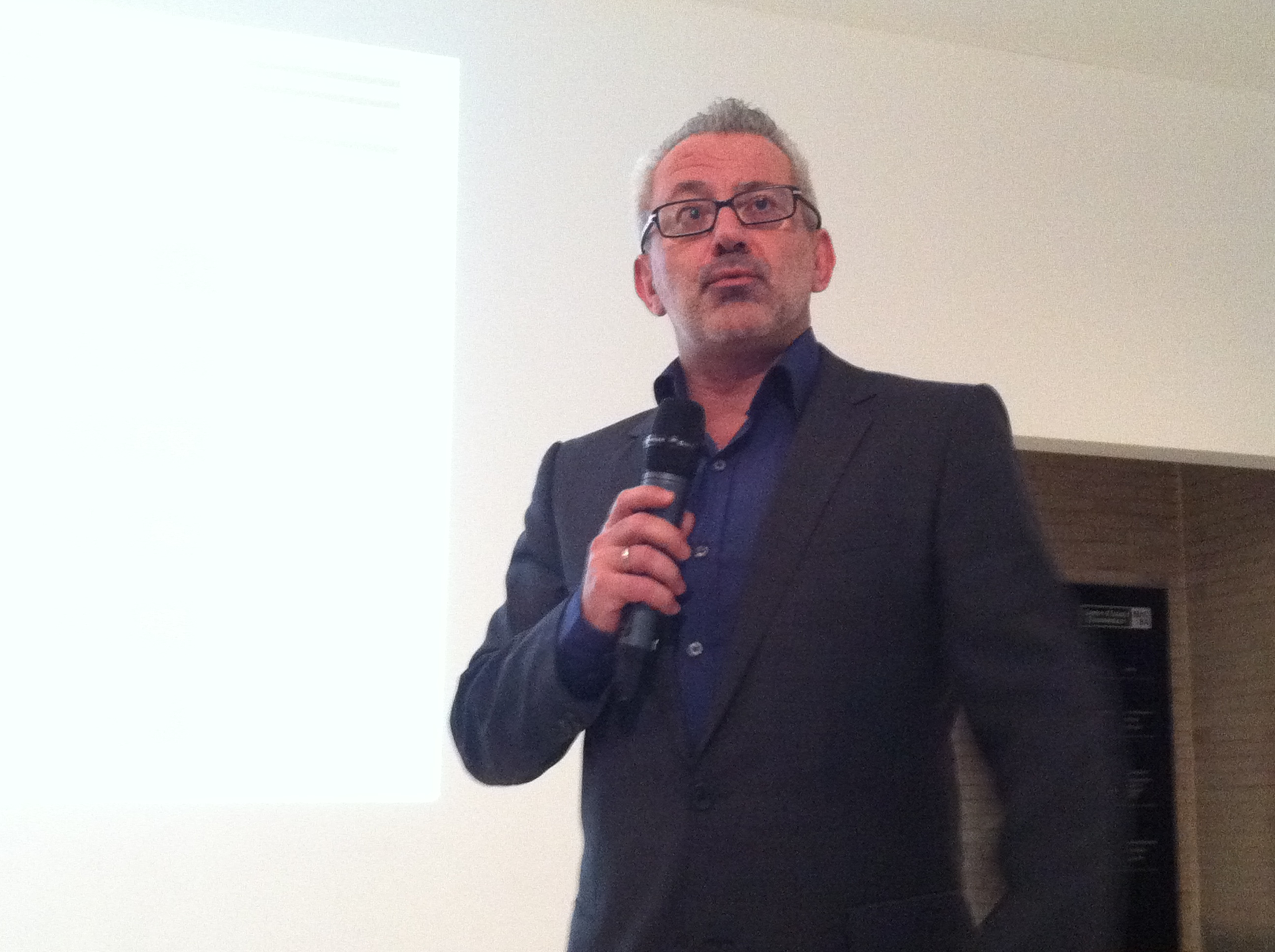
바르토메우 마리 리바스

바르토메우 마리 리바스(Bartomeu Marí Ribas, 1966년 ~ )는 스페인 이비자 출신이다.
- 국립현대미술관장(’15 ~ ‘19)
- 국제근현대미술관위원회(CIMAM) 회장(’14∼’16)
- 바르셀로나 현대미술관(MACBA) 관장(’08∼’15)
- 제51회 이탈리아 베니스비엔날레 스페인관 큐레이터(’05)
- 네덜란드의 비테 데 비트(Witte de With) 디렉터(’96~’01)